# N693 (België)
De N693 is een gewestweg in de Belgische provincie Luik. De weg verbindt de N62 E421 in Oudler met de L15 bij de Duitse grens. De route heeft een lengte van ongeveer 9 kilometer.
De weg ligt in het uiterste zuidoosten van de provincie Luik.

## Plaatsen langs de N693
- Oudler
- Reuland
- Steffeshausen
- Weweler
- Quart
- Diepert